# マルサの女
『マルサの女』（マルサのおんな）は、1987年公開の日本映画。
国税局査察部（通称：マル査）に勤務する女性査察官と脱税者との戦いを、コミカルかつシニカルに描いた映画。
監督・脚本は伊丹十三。
第11回日本アカデミー賞（1988年）において最優秀作品賞、最優秀主演女優賞（宮本信子）、最優秀主演男優賞（山崎努）、最優秀助演男優賞（津川雅彦）、最優秀監督賞および最優秀脚本賞（伊丹十三）を受賞し、主要部門をほぼ独占した。
翌年には続編の映画『マルサの女2』が製作された。また、作品の成功を受けてカプコンがファミリーコンピュータ向けにゲーム化した（#ゲーム化）。

## ストーリー
南関東の某所にある税務署、港町税務署のやり手調査官・板倉亮子は、管内のパチンコ店の所得隠しを発見したり、老夫婦の経営する食品スーパーの売上計上漏れを指摘するなど、地味な仕事を続けている。そんなある日、実業家・権藤英樹の経営するラブホテルに脱税のにおいを感じ、調査を行うが、強制調査権限のない税務署の業務の限界もあり、巧妙に仕組まれた権藤の脱税を暴くことができずにいた。
そんな中、亮子は強制調査権限を持つ東京国税局査察部の査察官（通称「マルサ」）に抜擢される。着任早々に功績を挙げ、やがて仲間からの信頼も得るようになった亮子。ある日、権藤に捨てられた愛人・剣持和江からマルサに密告の電話が入る。亮子は税務署員時代から目をつけていた権藤の調査を自ら進んで引き受ける。亮子の努力が実を結び、権藤に対する本格的な内偵調査が始まる事になった。暴力団・政治家・銀行が絡んだ大型脱税との戦いが始まった。

## 登場人物・キャスト
板倉亮子
演 - 宮本信子
港町税務署員からマルサに異動。仕事一筋でプロ意識が強く、激務である東京国税局査察部査察官への異動辞令（「税務職員」から本省の「国税専門官」へ栄転）をもらって狂喜乱舞する。彼女が査察官として初めて調査対象者の愛人に臨んだ時に貸金庫の鍵の隠し方を見抜いた。「ダイちゃん」という5歳の息子をもつシングルマザー。レストランで目が合った赤ちゃんに笑いかけたり、権藤の子育ての相談にのったりするなど、やさしい一面も見せる。トレードマークはおかっぱ頭に寝癖、そばかす。愛車はスズキ・マイティボーイ。

権藤英樹
演 - 山﨑努
裏社会や政界と付き合いのあるラブホテルの経営者。歩行が不自由であり、普段は杖をついて歩いている。ラブホテルでは領収書をもらう客がなく、売り上げの除外が容易であることを利用し、巨額の脱税をしている。金儲けに執着する一方で、その財産を息子に残すことを夢見る子煩悩な父親であり、亮子と同様、人間味のある人物として描かれている。亮子とは敵対する立場にあるものの奇妙な友情が芽生える。

花村
演 - 津川雅彦
マルサにおける亮子の直属の上司。熱血漢。国税局査察部統括官。

伊集院
演 - 大地康雄
マルサにおける亮子の同僚。その容貌から「マルサのジャック・ニコルソン」の異名を取る。強制調査の際、自動車整備工場で使う安全靴を履いていたおかげで、ドアチェーンの切断に成功する。久美の部屋に踏み込み、架空名義の預金口座用の印鑑を大量に見つけ出す。

金子
演 - 桜金造
マルサにおける亮子の同僚。ホームレスになりきって、権藤のラブホテルの前で張り込み中に、警視庁の警察官に職務質問され、不審者として警察署に連行され、留置場に入れられてしまう。密行調査なので国税局の身分を明かせず、花村統括官がもらい下げに行き、ようやく釈放される。

姫田
演 - 麻生肇
マルサにおける亮子の同僚。ガサ入れの際に権藤の取引先の銀行に乗り込む。

剣持和江
演 - 志水季里子
権藤の特殊関係人（愛人）。権藤に捨てられた事を根に持ち、マルサへ権藤の脱税を公衆電話から密告する。

鳥飼久美
演 - 松居一代
権藤の新しい特殊関係人（愛人）。権藤のラブホテルの売り上げ計算書を細かくちぎってゴミ収集車に出す事での隠蔽や架空口座の印鑑の保管、銀行員との裏取引の場所の提供などで脱税の片棒を担ぐ。

石井重吉
演 - 室田日出男
権藤が経営するラブホテルの社長。権藤のブレーン。マルサがガサ入れに入った途端、証拠の書類の束を抱えて経理係と一緒に客室のベッドに身を潜めていた。

宝くじの男
演 - ギリヤーク尼ヶ崎（声：加藤精三）
資金洗浄屋。宝くじの当選金は非課税なので「脱税に使える」と持ち掛け、権藤に5000万円の当たりくじを手数料を上乗せした5500万円で売りつけようとする。

食料品店の夫婦
演 - 柳谷寛、杉山とく子
亮子に申告漏れを指摘され妻が逆上し、夫はそれをなだめる。

リネンサービス社長
演 - 佐藤B作
権藤のラブホテルにリネン類を卸している。取引先として亮子の調査を受け、あからさまに迷惑がる。

特殊関係人
演 - 絵沢萠子
亮子が査察官として初めて臨んだ調査対象者の愛人。貸金庫の鍵を服の中に隠したと査察官達に疑われ、怒って下着を脱ぎ捨て全裸になり、しまいには「女はここに隠すんだ!」とM字開脚になった挙句、花村が「そこは結構です!」と遠慮され、泣きじゃくる。その直後に亮子に貸金庫の鍵の隠し方を見抜かれる（着衣の中に隠すふりをして目立たない所に落とした）。

権藤太郎
演 - 山下大介
権藤の一人息子。父とは正反対のおとなしい性格だったが、徐々に反抗的になる。しかし、内心では父を心配する。

大谷銀行営業課長 染谷
演 - 橋爪功
権藤の取引先の銀行員。調査に訪れた亮子に大量の書類を閲覧させるが、亮子の執念深い調査に辟易する。

パチンコ店の社長
演 - 伊東四朗
亮子に脱税を指摘され、最後にはウソ泣きして調査を免れようとする。

税理士
演 - 小沢栄太郎
パチンコ店の顧問税理士。社長から税務署の肩を持っていると難詰され、怒る。

露口
演 - 大滝秀治
港町税務署での亮子の上司。亮子がマルサに抜擢されたことを父親のように喜ぶ。

秋山
演 - マッハ文朱
港町税務署員。亮子の後輩。

山田
演 - 加藤善博
港町税務署員。亮子の後輩。

税務署長
演 - 嵯峨善兵
港町税務署の署長。

蜷川喜八郎
演 - 芦田伸介
暴力団関東蜷川組の組長。権藤の知己であり、権藤の脱税のため5000万を権藤に貸したことにする。亮子に税務調査に入られた事を根に持ち、税務署に押しかけてメガホンを片手に大演説をぶつ。亮子の一計により塩が混入したコーヒーを出され、コーヒーカップを壊してしまう。結果、器物損壊の現行犯で警察に通報される羽目になる。

査察部管理課長
演 - 小林桂樹
マルサにおける亮子の上司。査察当日に関係者に足止めをさせるため、電話上で偽りの商談を持ち掛ける一芝居をする。

杉野光子
演 - 岡田茉莉子
権藤の内縁の妻。貸金庫の鍵を管理している。

### その他の登場人物・キャスト
- 査察部統括官：江角英明、小林勝彦
- 花のような少女[注 2]：山下容莉枝
- 中年男：小坂一也
- ラブホテルの経理係：横山道代
- すばる銀行支店長：田中明夫
- すばる銀行次長：成田次穂
- すばる銀行取引課長：高橋長英
- 看護婦：渡辺まちこ - 袴田担当の看護師。権藤の犯罪に手を貸す。
- 袴田利兵衛：竹内正太郎 - 末期がんで入院した身で看護婦のおもちゃにされてしまい、権藤によって勝手に袴田の名義で「袴田不動産」というダミー会社が作られてしまう。
- 蜷川の腹心：上田耕一、ジャンボ杉田
- 不動産屋：汐路章
- パチンコ屋の店員：掛田誠
- 刑事：友金敏雄、小池雄介
- 菊池：辻村真人
- マンションの若夫婦：ベンガル、畠山明子

## スタッフ
- 製作 - 玉置泰、細越省吾
- 監督・脚本 - 伊丹十三
- 撮影 - 前田米造
- 照明 - 桂昭夫
- 美術 - 中村州志
- 録音 - 小野寺修
- 編集 - 鈴木晄
- 音楽 - 本多俊之
- 音楽プロデューサー - 立川直樹
- キャスティング - 笹岡幸三郎
- 演出助手 - 久保田延廣
- 助監督 - 白山一城
- 装飾 - 山崎輝（山崎装飾）
- スクリプター - 堀北昌子
- 効果 - 斉藤昌利（東洋音響効果グループ）
- 技斗 - 高瀬将嗣（高瀬道場）
- 製作プロダクション - ニュー・センチュリー・プロデューサーズ
- 伊丹プロダクション作品
- 配給 - 東宝

## 作品解説
伊丹本人は本作制作の動機について、『お葬式』などのヒットによる収益を「税金でごっそり持って行かれ、税金や脱税について興味が湧いたため」と語っている。当初制作側は内容が内容だけに国税庁の協力は期待しなかったが、国税庁は「どうせ作るなと言っても作ってしまうだろうから、それなら納税者に誤解を与えない様、正確な内容にして欲しい」と取材に協力的で、査察部のガサ入れシーンではマルサOBも監修に協力している。
「○○の女」と銘打った作品は、後にテーマを変えつつ4作作られる事になり、またそれとともに主演・宮本信子を、日本を代表する演技派女優へと転進させた点で、今作は伊丹映画の路線を決定付ける記念すべき作品となった。なお、当初のタイトルは「特殊関係人」の予定だった。

### 配役
主演の宮本信子演じる板倉亮子は、複数の大蔵事務官をモデルにしており、その一人が撮影当時浅草税務署勤務で東京国税局調査一部の特別国税調査官を経て小石川税務署長となる斉藤和子。宮本は、本作のために大型二輪免許を取得した。
これまでの津川雅彦の役どころは、いわゆる「モテ系」が多かったが、本作では「中間管理職の中年」を配役された。津川本人も自分の新しい側面が引き出せたことに非常に満足し、インタビューで｢役者人生で転機になった作品は2つ。ひとつは20代での『徳川家康』（1964年、NET）での織田信長 役、もうひとつは40代での『マルサの女』だった｣と述べており、日本アカデミー賞を始め、あらゆる映画賞を受賞した際には、伊丹への感謝の言葉を述べている。
当初、伊集院の役は二枚目俳優を探していたがスケジュールの都合などで見つからなかった。クランクイン前は、川谷拓三がキャスティングされ、他のキャストやスタッフと共に国税庁査察部見学に参加したが、途中で無断帰宅してしまう。伊丹はこちら側が謝罪すると役者と撮影者側の力関係が固定化すると考えて、川谷をキャストから外した。その後、伊丹が偶然見たドラマ『深川通り魔殺人事件』（1983年、テレビ朝日）の犯人役として出演していた大地康雄とコンタクトを取り、映画に参加してもらった。当初は、ヤクザの子分役だったが、配役が難航していた伊集院の役に抜擢した。

### 演出
伊丹の著書『「マルサの女」日記』によると、「あざとい演出だから」といった理由で、全編にわたってクローズ・アップ撮影（いわゆる顔面アップ）はほとんどない。
権藤英樹の足が不自由な設定は、権藤役の山崎努が舞台『ピサロ』で、足の不自由な役を演じていたことを試しに取り入れ、これを伊丹が気に入ったからとのこと。
蜷川喜八郎役の芦田伸介は、当初はよりヤクザらしく顔にキズを入れるメイクを施す予定だったが、もともと、交通事故で作った大きいキズがあったため、そのキズを生かしたメイクにした。
宝くじの男のセリフは、ギリヤーク自身の声では詩人のような印象になるとして、加藤精三がアテレコしている。
杉野光子役の岡田茉莉子は、自動車の運転免許証を持っていなかったことから、運転シーンは代役を使った。

## ロケーション
アバンタイトルの冒頭の雪の中の病室、税務署、国税局などは、初台にあった東京工業試験所の廃建物を利用した。亮子と秋山（マッハ文朱）が内観している喫茶店は原宿にあった喫茶ペルティエ。権藤英樹が事務所として使っている家（板倉亮子が内偵で訪れる部屋）の外観は千代田区にある旧渡邊洋治建築事務所で、部屋の中はセット。鳥飼久美が住むマンションは港区赤坂の丹後坂にあるマンション。権藤邸は世田谷区代沢にあったオンワード樫山の研修所兼外国人留学生の宿舎に工事用足場などを立てて撮影。杉野光子が強制調査の朝、ゴルフの打ちっぱなしに出かけた後立ち寄る美容室は、港区青山にある旧イトーゴロー美容室。強制調査中の自宅を飛び出した権藤太郎を板倉亮子が追いかけるシーンでは、多摩川橋梁付近の多摩川土手と小田急線の踏切が使われている。
「すばる銀行」は当時伊丹が取引していた三菱銀行（現：三菱UFJ銀行）の六本木支店で撮影した。同行にダメもとで交渉し、二つ返事で許可が下りたものの、全国銀行協会から「三菱銀行と分からないように撮影すること」と通達された。
ラストシーンは、花月園競輪場。

## 受賞歴
出典：
- 第61回キネマ旬報ベスト・テン 日本映画監督賞、脚本賞、主演女優賞、助演男優賞、日本映画ベスト・テン1位、読者選出日本映画ベスト・テン3位
- 第11回日本アカデミー賞 最優秀作品賞、最優秀監督賞、最優秀脚本賞、最優秀主演男優賞、最優秀主演女優賞、最優秀助演男優賞、最優秀編集賞、優秀美術賞、優秀照明賞、最優秀音楽賞、優秀撮影賞[10]
- 第42回毎日映画コンクール 日本映画大賞、日本映画ファン賞、男優主演賞、脚本賞、音楽賞
- 第30回ブルーリボン賞 作品賞
- 第12回報知映画賞 作品賞、助演男優賞
- 第5回ゴールデングロス賞 優秀銀賞、マネーメイキング監督賞[11]

## ソフト
DVDは、2005年2月に限定版の「伊丹十三コレクション たたかうオンナBOX」に組み込まれて、ジェネオンエンタテインメントから発売、追って2005年8月にメイキングDVD『マルサの女をマルサする』（演出：周防正行）と同時に、単品でリリースされている。

## サウンドトラック
- マルサの女（1987年2月25日、ユニバーサルミュージック）

音楽：本多俊之

## ゲーム化
1989年にカプコンから「マルサの女」が発売されている。また、同年に双葉社よりゲームブック版がファミコン冒険ゲームブックレーベルにて発売されている。
- 「桃太郎電鉄シリーズ」には本作をモチーフとした「マルサカード」というカードが存在する。使用時の演出はFC版で調査対象の建物に亮子が入っていく時のシーンをモチーフとしている他、BGMの名称がメイキングビデオ「マルサの女をマルサする」のもじりとなっている。

## 批評
角川書店の元社長で、映画製作者・監督でもあった角川春樹は、本作の金の隠し方が「こんなことあるのかよ（笑）」と恩うほど面白かったと評価する一方、自身はこういう映画はやらないと断言し、その理由を「夢がない」と一言で述べている。